# Shipbourne
Shipbourne (engelskt uttal: [ˈʃɪbərn]
 ( lyssna)) är en ort och civil parish i grevskapet Kent i sydöstra England. Orten ligger i distriktet Tonbridge and Malling, cirka 6 kilometer norr om Tonbridge och cirka 7 kilometer sydost om Sevenoaks. Civil parishen hade 486 invånare vid folkräkningen år 2021.